# Promegatherium
Promegatherium («перед мегатерием») — вымерший род ленивцев. Существовал в Южной Америке (в первую очередь в Аргентине), со среднего по поздний миоцен. Считается, что этот род тесно связан с более поздним и известным родом — мегатерии. Отсюда и название.

## Виды
- † Promegatherium cabreri
- † Promegatherium nanum
- † Promegatherium parvulum
- † Promegatherium remulsum
- † Promegatherium smaltatum

Promegatherium nanum первоначально был помещён в род Eomegatherium.